# 土坎镇
土坎镇，是中华人民共和国重庆市武隆区下辖的一个乡镇级行政单位。

## 沿革
- 民國7年（1918年），從躍德鄉析出為土坎鄉。
- 1949年後仍為土坎鄉，轄現關灘、新坪、桐壩、五龍、朱家、建設6個村。
- 1958年，改稱土坎人民公社，所轄地域未變。
- 1964年，清水公社併入土坎，共轄13個村。
- 1972年，清水析出仍置清水公社，土坎公社轄6個大隊，
- 1983年復鄉，屬羊角區。
- 1986年，轄朱家、關灘、桐壩、新坪、五龍、建設6個村，41個村民組。
- 1992年9月，劃入清水、碑埡2個鄉，轄18個村，120個村民組。
- 1993年4月，屬巷口羊角片區，年底屬羊角片區。
- 1995年10月，土坎改鄉設鎮，建立土坎居民委員會。並析出原碑埡鄉後，轄土坎居委會和關灘、桐壩、新坪、五龍、建設、朱家、清水、雙龍、松樹、柏林、和順、四合12個村77個村民組。
- 1997年，轄關灘、桐壩、新坪、五龍、建設、朱家嘴、清水、雙龍、和順、四合、柏林、松樹12個行政村和土坎1個居委會。
- 1998年，將土坎鎮朱家嘴村劃歸碑埡鄉管轄。
- 2002年，和順、四合析歸仙女鎮後，轄9個村，1個居委會。
- 2003年，建制調整，設5個村1個居委會。。

## 行政区划
土坎镇下辖以下地区：
土坎社区、关滩村、新坪村、五龙村、松树村和清水村。